# Elizabeth F. Fisher
Elizabeth Florette Fisher (Boston, 26 de noviembre de 1873-25 de abril de 1941) fue una de las primeras geólogas de campo de los Estados Unidos y la primera mujer enviada por una compañía petrolera a realizar inspecciones para localizar potenciales pozos petroleros.

## Biografía
Nació en Boston, Massachusetts, estudió y luego enseñó en el Instituto Tecnológico de Massachusetts (MIT). Fue una de las primeras geólogas de campo de los Estados Unidos y también fue la primera mujer enviada por una compañía petrolera a realizar inspecciones, ayudando a localizar pozos de petróleo en el norte de la zona central de Texas, durante una escasez de petróleo en todo el país.
En esa época también continuó con su carrera como profesora en Wellesley College y escribió un influyente libro de texto para estudiantes de secundaria llamado Resources and Industries of the United States. Hizo hincapié en la necesidad de la conservación y creía que la tierra no reclamada debía ser utilizada para la agricultura. Era miembro de la Asociación Estadounidense para el Avance de la Ciencia (AAAS), de la Sociedad Geográfica Americana, del Club de montaña Montes Apalaches y de la Boston Society of Natural History.
Falleció en 1941. En Wellesley College existe una beca a su nombre para las mujeres graduadas de esta institución que planean continuar con sus estudios.